# Наумкін Ігор Геннадійович
Ігор Геннадійович Наумкін (рос. Игорь Геннадьевич Наумкин, 10 серпня 1965, Москва, СРСР — 13 липня 2022, Асті, Італія) — російський шахіст, гросмейстер (1990).
Його рекорд у рейтингу ФІДЕ був встановлений у січня 2007 року — 2510 бали Рейтингу Ело.

## Кар'єра
Він почав грати в 5 років, коли батько навчив його першим елементам. У 17 років на чемпіонаті Москви він переміг чотирьох гросмейстерів з дев'яти на закритому турнірі.
Закінчив московський інститут інженерів транспорту, де разом з ним за команду у міжвузівських змаганнях грали майбутні гросмейстери Дмитро Гуревич, Григорій Кайданов та Ігор Бердичевський, а тренером був відомий наставник Олександр Бодіско.
Посів друге місце на чемпіонаті СРСР серед юнаків 1982 року.
У складі збірної СРСР — переможець Телешахолімпіади 1982 року.
У складі ДЗО «Зеніт» учасник командного Кубка СРСР 1982 року (7-е командне місце).
Срібний призер чемпіонату Москви 1987 року.
У 1988 році отримав звання міжнародного майстра, а в 1990 році — гросмейстера. Італія була його другою батьківщиною, де він часто опинявся, щоб грати і жити.
1988 року виграв турнір у Карвіні, а 1991 року взяв участь в 58-му і останньому чемпіонаті СРСР (+1 -1 = 6), розділивши 57—62 місця.
2004 року виграв турнір у Спілімберго.
2009 року виграв турнір у Амантеа;
2010 року переміг на турнірах у Лівіньо, Позітано та Спілімберго;
2014 року переміг на турнірі у Розето-дельї-Абруцці;
2015 року переміг на турнірах у Рекко, Б'єллі, Асті (6-й міжнародний фестиваль «Вітторіо Альфієрі») та на фестивалі «Імперія»;
2016 року переміг на турнірах у Сполето, Бад-Верісгофені, Спілімберго, Рекко та Пальманові;
2017 року виграв турніри у Павії та Мендрізіо;
2018 року переміг на турнірах Мендрізіо, Феррарі, Нікеліно та Монтезільвано.
Він помер в Італії, в Асті, 13 липня 2022 року, у віці 56 років.

## Рейтинг
| На цьому місці має відображатися графік чи діаграма, однак з технічних причин його відображення наразі вимкнено. Будь ласка, не видаляйте код, який викликає це повідомлення. Розробники вже працюють для того, щоби відновити штатне функціонування цього графіка або діаграми. | |
| | На цьому місці має відображатися графік чи діаграма, однак з технічних причин його відображення наразі вимкнено. Будь ласка, не видаляйте код, який викликає це повідомлення. Розробники вже працюють для того, щоби відновити штатне функціонування цього графіка або діаграми. |